# Lepidochelys
Lepidochelys è un genere di tartarughe marine appartenente alla famiglia dei Cheloniidae. Comprende due specie: la tartaruga olivacea (Lepidochelys olivacea) e la tartaruga di Kemp (Lepidochelys kempii). Queste tartarughe sono famose per la nidificazione di massa chiamata “arribada”.

## Tassonomia
- Famiglia: Cheloniidae
- Genere: Lepidochelys

## Specie
- Lepidochelys olivacea – conosciuta come tartaruga olivacea, è la più diffusa tra le due specie.
- Lepidochelys kempii – nota come tartaruga di Kemp, è la più rara e vive soprattutto nel Golfo del Messico.

## Habitat
Le specie di Lepidochelys vivono principalmente in acque tropicali e subtropicali degli oceani Atlantico, Pacifico e Indiano.

## Distribuzione
Lepidochelys olivacea è diffusa in tutto il mondo tropicale, mentre Lepidochelys kempii si trova soprattutto nel Golfo del Messico e lungo la costa orientale degli Stati Uniti.

## Minacce
Le tartarughe del genere Lepidochelys sono minacciate da pesca accidentale, inquinamento, perdita di habitat e raccolta delle uova. Entrambe le specie sono considerate a rischio di estinzione.

## Curiosità
Durante la “arribada”, migliaia di femmine depongono le uova contemporaneamente sulla stessa spiaggia, creando uno spettacolo unico.